# レインハルト・ジーハファー
レインハルト・ジーハファー（Reinhard Seehafer, 1958年9月6日 - ）は東ドイツ出身の指揮者。

## 人物・来歴

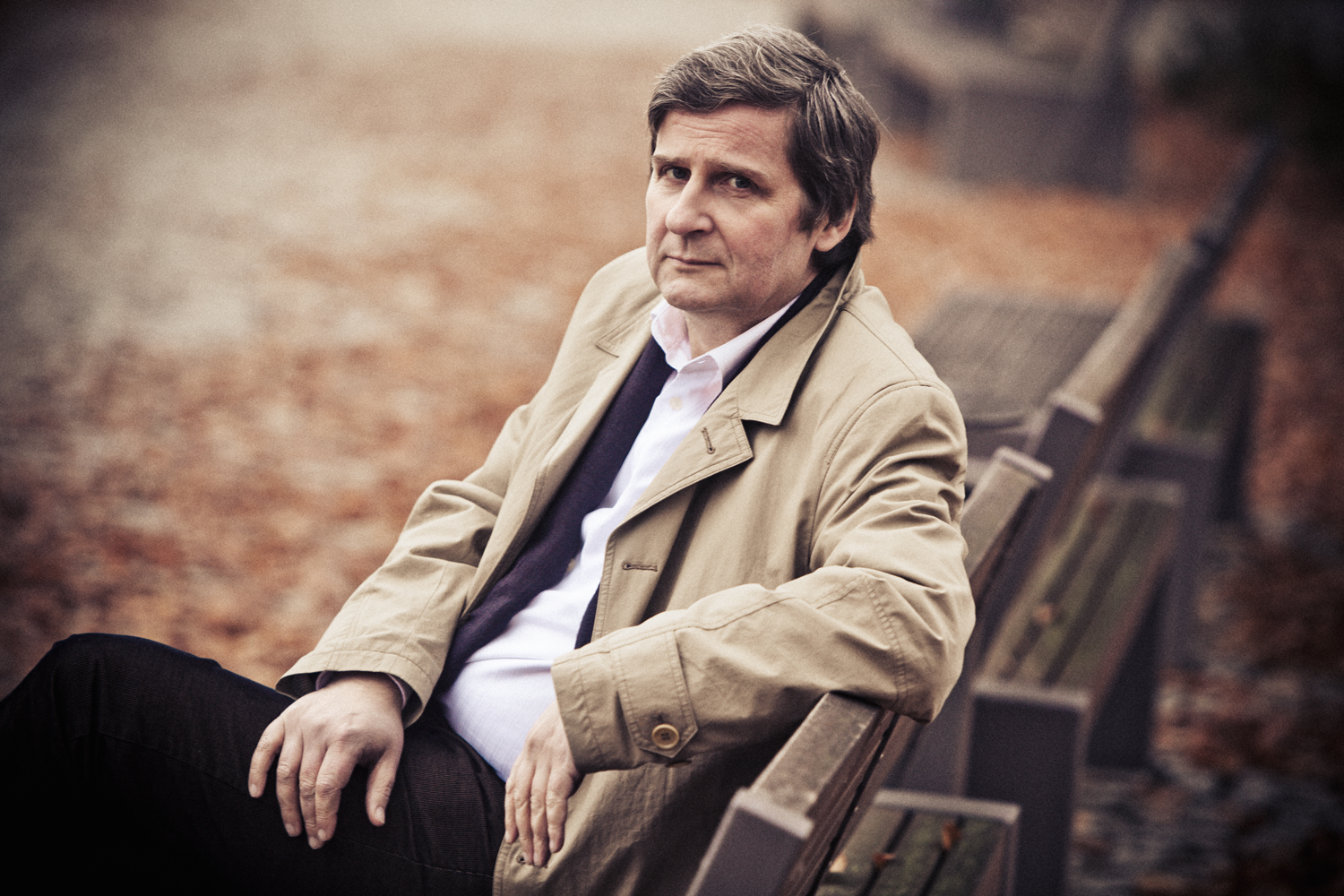
レインハルト・ジーハファー

ドイツを代表する指揮者、ピアニスト、現代音楽の作曲家であり、ザクセンアンハルト州のアルトマルク音楽祭 (Altmark Festspiele)の創設者兼芸術監督である。
ライプツィヒ音楽大学在学中多くの国際コンクールで優勝しロルフ・ロイターに才能を見出され、首席卒業後、1976年から1982年まで世界的巨匠ロルフ・ロイターとクルト・マズアに師事し、その後オトマール・スウィートナーとレナード・バーンスタイン（『ウェストサイドストーリー』作者）に師事。
1982年、彼はベルリンのコーミッシェ・オーパー歌劇場でジャコモ・プッチーニの蝶々夫人でセンセーショナルなデビューを果たし契約を結んだ。
異文化プロジェクトEUROPERAを共同設立し、1989年まで音楽監督兼主席指揮者を務める。
1989年からゲルリッツ国立歌劇場の主任指揮者および芸術監督を務める。
ヨーロッパフィルハーモニーを2013年まで音楽監督を務める。

## 指揮経験・共演者
中国ではアラブ首長国連邦、アメリカと日本等々多くの世界を代表するオーケストラで指揮を務めている。
また、オペラ指揮者としても、これまでに40以上の異なる約800の公演を行っている。
- ドレスデン国立歌劇場
- ライプツィヒ・ゲヴァントハウス管弦楽団
- ワイマール国立歌劇場
- ドレスデンフィルハーモニー管弦楽団
- ロバートシューマン・フィルハーモニー管弦楽団
- ブランデンブルグ州立オーケストラフランクフルト
- ライプツィヒ交響楽団
- ベルリン・コンツェルトハウス管弦楽団
- アルトゥール・ルービンシュタイン・フィルハーモニー・ウッチ
- ボルサン
- イスタンブールフィルハーモニー管弦楽団
- ヤナーチェクフィルハーモニー管弦楽団
- 国立ボリショイ劇場ミンスク管弦楽団
- オルケスタシンフォニーカナシオナルデコロンビア
- ベオグラードフィルハーモニーオーケストラ
- エルサレム交響楽団
- オーケストラシンフォニカディローマ
- アマゾナスフィルハーモニーマナウス
- Orchestra dell‘Arena di Verona
- Orchestra Sinfonica
- Orchestra Sinfonica di Sanremo
- ソフィアフィルハーモニー管弦楽団
- フィルハーモニアモーメントムジコ―台北
- エルミタージュ管弦楽団サンクトペテルブルクフィルハーモニックとオペラハウスのヴロツワフ
- メヒコ州オルケスタシンフォニカデルエスタドデメキシコ、そして

また、ピアニストと室内楽のパートナーとして、フランス、ポーランド、オーストリア、チェコ共和国、スロバキア、イタリア、ベルリンのオペラハウスのソリスト、ゼンパーオーパードレスデン、スタークシュピーレピーレワイマールとゲヴァントハウス四重奏団ライプツィヒと共演している。2010年にはドイツ連邦共和国より、彼の芸術的業績に対してゲラート賞が授与された。

## 作曲家としての主な作品
- ピアノ、ヴァイオリンとチェロのための三重奏曲 6つの主題による変奏曲 (1999)
- たとえ話（2002年）
- 砂漠は12のものを持つ（2002年）
- チェロとオーケストラのための協奏曲（2003）
- 交響曲第1番（2003年）
- オペラ「エルベ河畔」（2004年）
- シンフォニエッタ・ダウナ（2005年）
- アマデウス・ファンタジー（2005年）
- 魅惑の国（2006年）
- ハインリヒ・シュッツとマルティン・オピッツによるドイツ初のオペラのダフネ復元版（2007年）
- バッハトリウム (2007)
- ヴィオラ、バリトンとオーケストラのためのモンドヴィオレの詩（2007年）
- 土星を去る (2008)
- ヨーゼフ・メスナーによる聖書オペラのエステル編曲 (2008)
- Ludus quadruplus ad honourem ヘニング・カーガーマン 2台ピアノ、8手とオーケストラのための協奏曲 (2009)
- ヴァイオリン、テューバとオーケストラのための協奏曲（2009年）
- 十字架の惑星オラトリオ（2010年）
- ピアノ五重奏曲（2011年）